# Route nationale 59 (France)
Pour les articles homonymes, voir Route nationale 59.
La route nationale 59, ou RN 59, est une route nationale française reliant Moncel-lès-Lunéville (sur la route nationale 4) à Raves, où elle est prolongée par la route nationale 159 jusqu'au tunnel Maurice-Lemaire. Avant la création de la collectivité européenne d'Alsace le 1er janvier 2021, la route se prolongeait jusqu'à Sélestat.

## Histoire
À l'origine, la route nationale 59 reliait Lunéville à Sélestat. En 1811, elle est classée sous le numéro 78 (route impériale 78),. En 1824, elle prend le numéro 59,.
La section entre Lunéville et la voie rapide (l'actuelle RN 333 qui prolonge l'A33 en RN 4 à 2 × 2 voies de Nancy à Strasbourg) a été déclassée en RD 590. Au fur et à mesure des ouvertures de nouvelles sections de la RN 59, l'ancien itinéraire est déclassé en RD 590 en Meurthe-et-Moselle, en RD 259 dans les Vosges et en RD 459 dans le Haut-Rhin. Le décret du 5 décembre 2005 a eu comme conséquence que le tronçon doublé par la RN 159 (entre Raves et Sainte-Marie-aux-Mines) a fini par être déclassé (devenu RD 459 sur le versant du Haut-Rhin).
En 2006, à la suite de la création des directions interdépartementales des Routes, la RN 59 est gérée par la DIR Est.
En 2021, à la suite de la création de la Collectivité européenne d'Alsace, la section située dans le Bas-Rhin et le Haut-Rhin est transférée à la nouvelle collectivité territoriale, sous la dénomination RD1059.

### Routes en 59
L'ancienne route nationale 59 a laissé son numéro à différentes routes sur cet itinéraire :
En 2021, la route nationale 59 — doublée d'une départementale 590 de Lunéville jusqu'à Raon l'Etape — relie un échangeur de la route nationale 333 jusqu'à Raves. De Raves partent la route nationale 159 et la route départementale 459 jusqu'à Sainte-Marie-aux-Mines. De Sainte-Marie-aux-Mines la D459 se poursuit et la N159 redevient N59 jusqu'à Lièpvre à la frontière de l'Alsace où elle devient RD1059.

## Communes traversées
Les communes traversées sont :
- Moncel-lès-Lunéville (km 3) ;
- Saint-Clément (km 10) ;
- Chenevières (km 13) ;

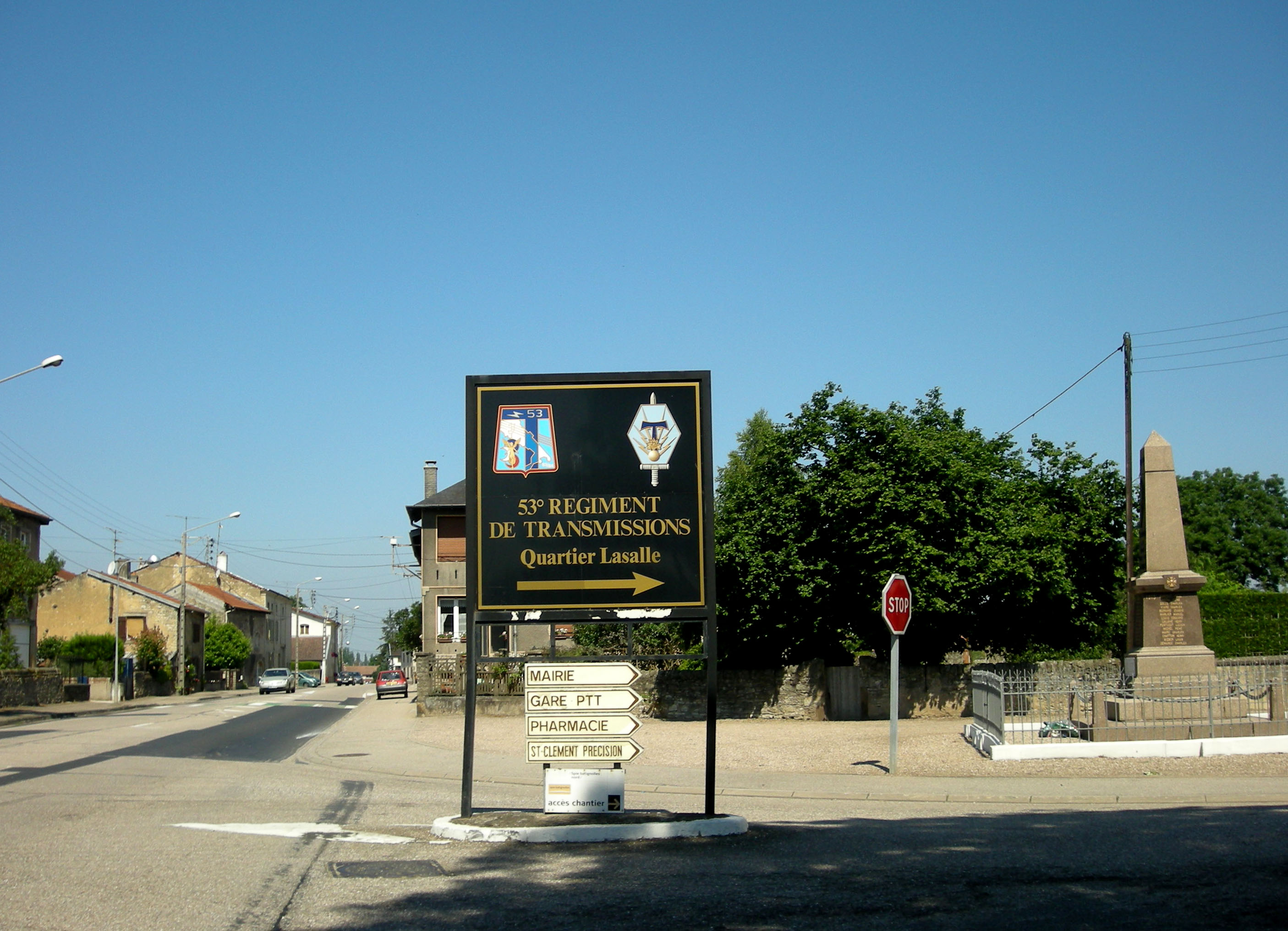
Ancienne traversée de Saint-Clément.

- Ménil-Flin, commune de Flin (km 16) ;
- Azerailles (km 19) ;
- Baccarat (km 26) ;
- Bertrichamps (km 30) ;
- Raon-l'Étape (km 35) ;
- Saint-Blaise, commune de Moyenmoutier (km 39) ;
- Clairefontaine (km 40) ;
- La Voivre (km 45) ;
- Saint-Dié-des-Vosges (km 52) ;
- Sainte-Marguerite (km 56) ;
- Raves (km 61) ;
- Wisembach (km 67) ;
- Col de Sainte-Marie (772 m) ;
- Sainte-Marie-aux-Mines (km 77) ;
- Sainte-Croix-aux-Mines (km 81) ;
- Lièpvre (km 85) ;
- Châtenois (km 95) ;
- Sélestat (km 99).

## Voie express
Voici la liste des sorties de la nationale 59 dans le sens Nord/Sud :

### En Meurthe-et-Moselle
- Départ de Moncel-lès-Lunéville depuis la Route nationale 4
- D 148: Gerbéviller -  Aire de repos de la Jetée de Pierre (sens  Nord/Sud)
- D 590: Betaigne, lieudit de Laronxe (échangeur partiel)
- D 590: Saint-Clément - Chenevières
- D 590: Azerailles (échangeur partiel)
- D 590: Baccarat Nord -  Aire de repos du Cristal (dans les deux sens)
- D 590: Baccarat Sud - Bertrichamps

### Dans les Vosges
- D 159b: Raon-l'Étape

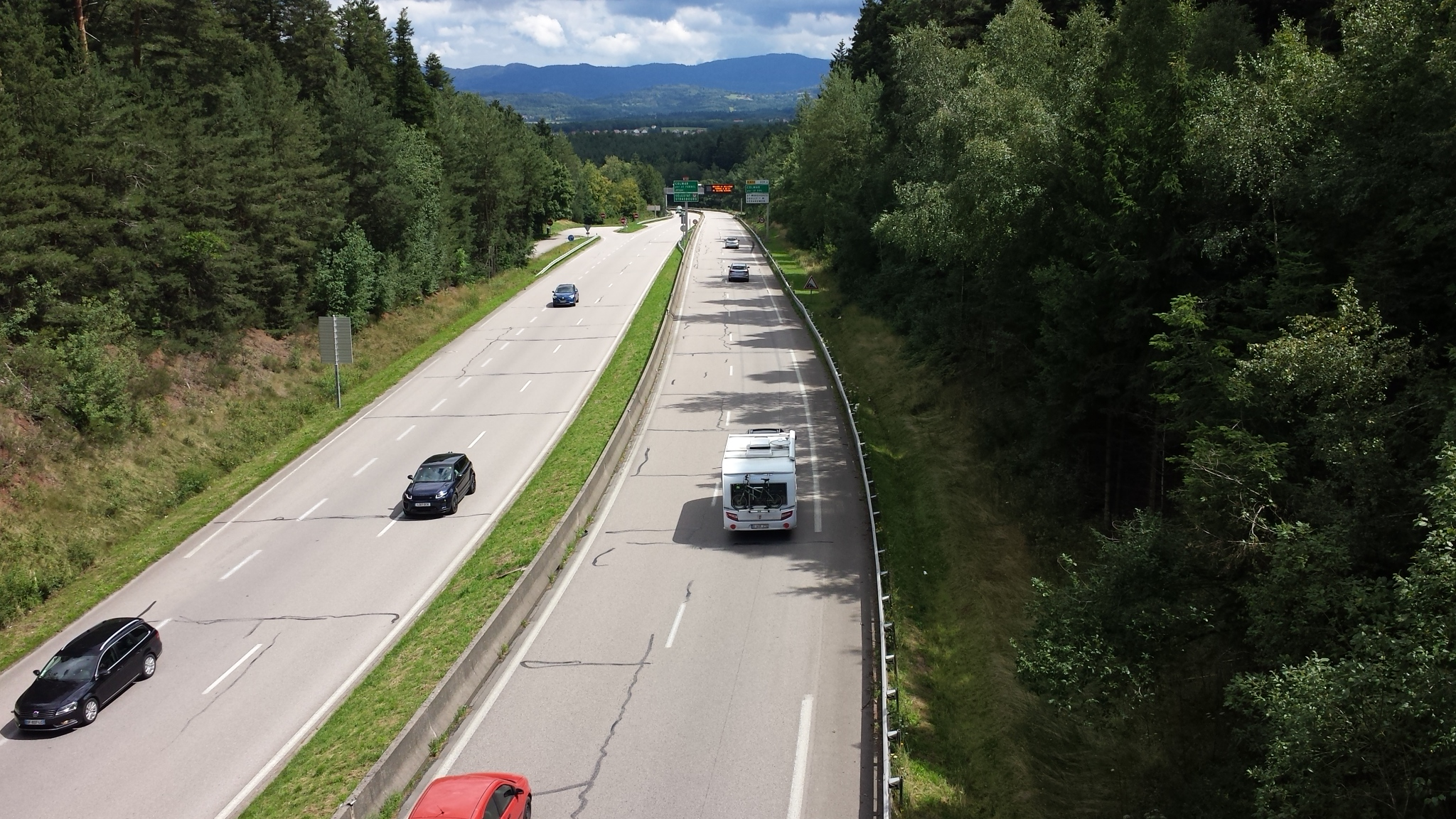
Déviation de Saint-Dié-des-Vosges

- D 259: Raon-l'Étape centre (échangeur partiel, sens Nord/Sud)
- D 424: Senones - Moyenmoutier - Étival-Clairefontaine nord
- D 32: Étival-Clairefontaine sud (échangeur partiel, sens Nord/Sud)
- D 32: Saales - Hurbache - La Hollande (échangeur partiel)
- D 32: Rambervillers - Saint-Michel-sur-Meurthe - La Voivre - Épinal
- D 84: Saint-Dié-des-Vosges Nord - ZA Hellieule 4 - La Pêcherie
- C 2: Saint-Dié-des-Vosges Centre - ZA Hellieule 1,2,3
  -  Aire de repos de Kemberg (sens  Nord/Sud)
  -  Aire de repos des Trois Fauteuils (sens  Sud/Nord)
- D 415: Colmar par le col - Gérardmer - Saulcy-sur-Meurthe - Saint-Dié-des-Vosges Sud - Sainte-Marguerite
- Fin à Sainte-Marguerite

## Évolution

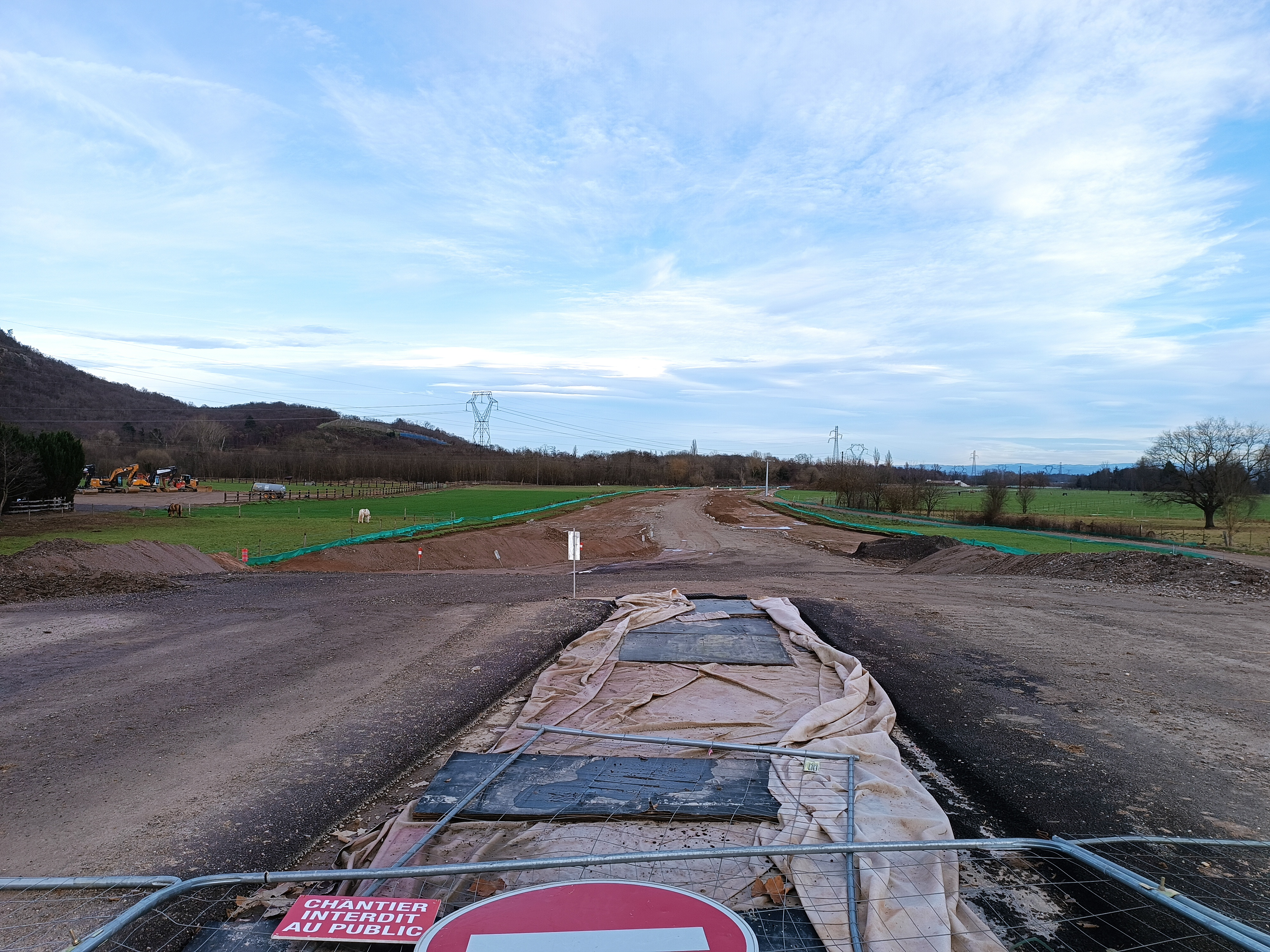
Réalisation du contournement de la commune de Châtenois en 2022

### Situation actuelle
- Une voie rapide, sur un nouveau tracé, double petit à petit l'ancien itinéraire. La section aménagée en voie rapide relie Moncel-lès-Lunéville à Sainte-Marguerite. Les dernières communes contournées ont été :
  - Baccarat, Bertrichamps et Raon-l'Étape, en décembre 1997 ;
  - Saint-Clément, le 3 mars 2010 ;
  - Chenevières, Flin et Azerailles, le 16 novembre 2010.
- De la sortie de Sainte-Marie-aux-Mines à la sortie de Lièpvre, un nouveau tracé a été ouvert, mais en 2 ou 3 voies seulement.
- Le franchissement du col de Sainte-Marie peut à nouveau être évité grâce au tunnel Maurice-Lemaire, rouvert à la circulation le 1er octobre 2008 après plusieurs années de travaux.
- Contournement en 2x2 voies de la commune de Châtenois dans le Bas-Rhin, ouvert à la circulation le 10 octobre 2024[3].

### Projets
- Mise en 2×2 voies de la N159 entre Sainte-Marguerite et Frapelle dans les Vosges.
- Doublement du tunnel Maurice-Lemaire.